# Francisco Caballer
Pour les articles homonymes, voir Caballero.
Francisco Caballer, né le 14 octobre 1932 à Barcelone et mort le 5 septembre 2011, est un joueur espagnol de hockey sur gazon.

## Carrière
Francisco Caballer a fait partie de la sélection espagnole de hockey sur gazon médaillée de bronze aux Jeux olympiques d'été de 1960 à Rome.